# Lefter Küçükandonyadis
Lefter Küçükandonyadis (griechisch Λευτέρης Αντωνιάδης Lefteris Antoniadis; * 22. Dezember 1925 in Büyükada, Istanbul; † 13. Januar 2012 in Şişli, Istanbul) war ein griechischstämmiger türkischer Fußballspieler. Durch seine langjährige, erfolgreichen und sportlichen Leistungen für Fenerbahçe Istanbul gilt er als türkische Fußball- und Fenerbahçe-Sportlegende,. Küçükandonyadis ist einer von fünf Spielern, die namentlich in dem offiziellen Fenerbahçe-Marsch Erwähnung finden.

## Karriere
Sein Spitzname lautete aufgrund seiner Akribie beim Toreschießen Ordinaryüs. Lefter war seinem Spitznamen immer treu, er schoss in seiner laufenden Karriere 832 Tore.

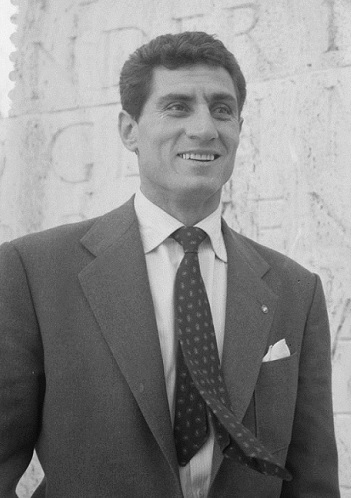
Lefter Küçükandonyadis (1958)

### Verein
Küçükandonyadis begann seine Fußballkarriere bei Taksim SK und spielte für sie bis 1943. Danach leistete er seinen vierjährigen Militärdienst und wechselte 1947 zu Fenerbahçe Istanbul. Für Fenerbahçe spielte der Stürmer mit zweijähriger Unterbrechung fünfzehn Jahre zwischen 1947 und 1964 und erzielte in 615 Spielen 423 Tore. Mit Fenerbahçe gewann er zwei Istanbuler Profi-Meisterschaften und wurde viermal Türkischer Fußballmeister. In der Saison 1951/52 spielte Küçükandonyadis in der italienischen Serie A bei AC Florenz und schoss in 30 Spielen vier Tore. Die Spielzeit 1952/53 verbrachte er beim OGC Nizza in der französischen Division 1. Ein kurzes Engagement hatte Küçükandonyadis bei AEK Athen in der Saison 1964/65, bevor er seine aktive Karriere temporär beendete. Zwischen 1967 und 1968 wurde er, als Spielertrainer vom damaligen türkischen Zweitligisten Boluspor, mit über 40 Jahren nochmal Aktiv und bestritt zwölf weitere Pflichtspiele, bevor Küçükandonyadis seine aktive Fußballspieler-Karriere endgültig beendete.

### Nationalmannschaft
Er war 50-facher Nationalspieler. In acht Spielen lief Lefter als Mannschaftskapitän auf. Mit seinen 21 Toren für die türkische Fußballnationalmannschaft war er vier Jahrzehnte Rekordtorschütze und wurde erst im Jahr 1997 von Hakan Şükür abgelöst.
Sein Spiel- und Tor-Debüt gab der griechischstämmige Stürmer am 23. April 1948 im Panathinaikos-Stadion beim 3:1-Sieg gegen Griechenland.
Später im Sommer 1948 nahm Küçükandonyadis mit der Nationalmannschaft an den 14. Olympischen Sommerspielen in London teil. In dem olympischen Fußballturnier erreichten sie das Viertelfinale schieden dabei gegen die späteren Silbermedaillen-Gewinner der jugoslawischen Olympia-Fußballauswahl aus. Der Viertelfinaleinzug der türkischen Nationalmannschaft war damals einer der größten internationalen Erfolge der Nationalmannschaftsgeschichte des türkischen Fußballverbandes.
Mit Lefter nahm die Türkei 1954 erstmals an der Endrunde einer Fußball-Weltmeisterschaft teil. Bei jenem Turnier erzielte er in drei Spielen zwei Tore, des Weiteren lief Küçükandonyadis zum ersten Mal für die türkische Nationalmannschaft als Mannschaftskapitän auf. Für seine Leistungen erhielt er als erster Spieler die Goldene Ehrenmedaille des Fußballverbands.
Am 19. Februar 1956 besiegelte Küçükandonyadis bei einem Freundschaftsländerspiel mit seinen zwei Toren beim 3:1-Sieg im Mithatpaşa Stadı das endgültige Ära-Ende der legendären Goldenen-Elf-Ungarns.

## Leben nach der Fußballspieler-Karriere

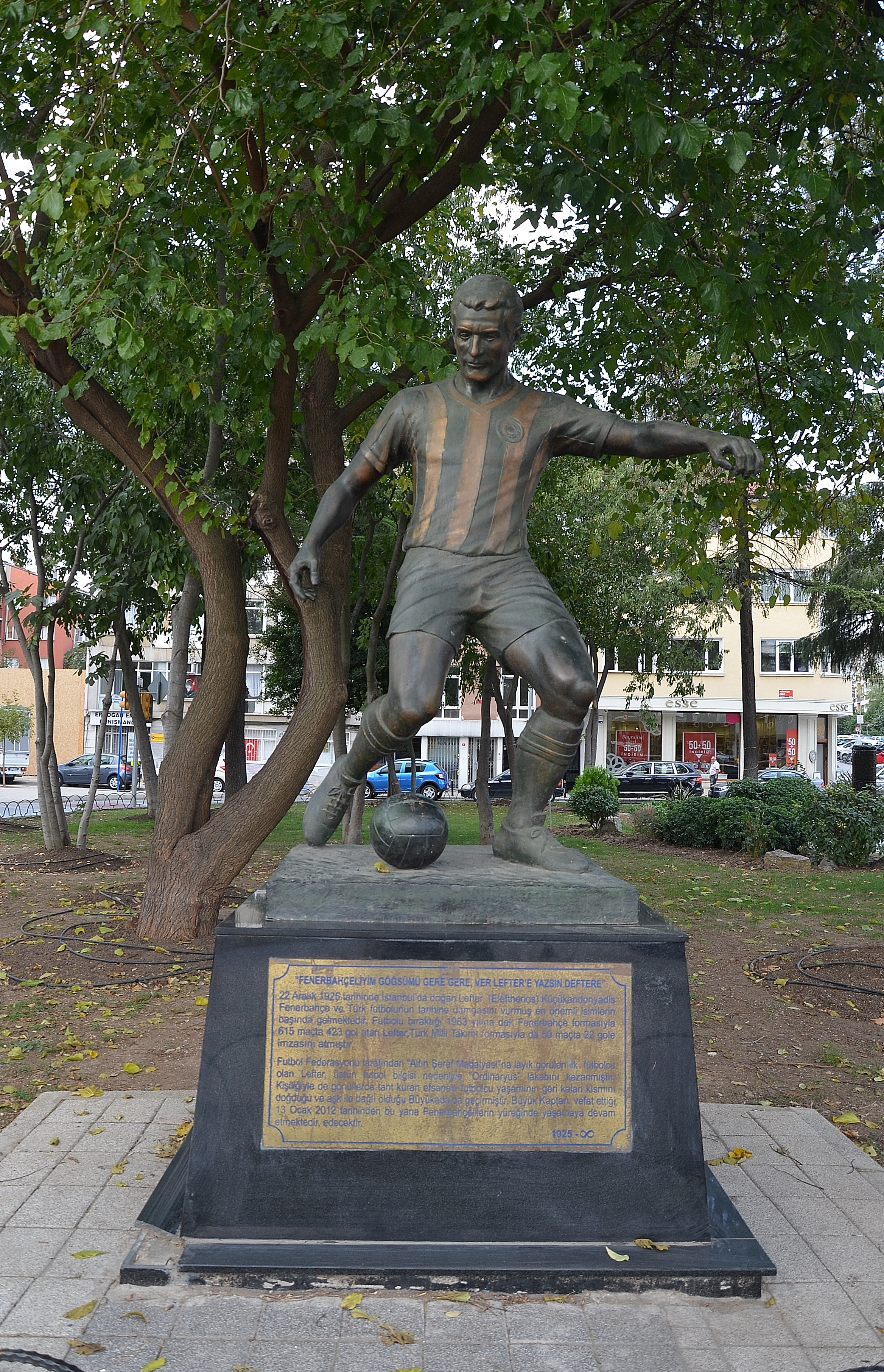
Lebensgroße Statue von Lefter Küçükandonyadis in Kadıköy (2014)

Nach seinem Rückzug vom aktiven Fußball war Küçükandonyadis Vereinsmanager in Griechenland und Johannesburg in Südafrika. Außerdem leitete er mehrere Vereine in der Türkei, wie unter anderem: Feriköy SK, Mersin Idmanyurdu, Boluspor, Samsunspor und Orduspor. Des Weiteren übernahm er im November 1970 den Zweitligisten Sivasspor und ersetzte den zurückgetretenen Trainer Naci Özkaya. Diesen Verein betreute er bis zum Saisonende und verließ anschließend ohne Vorankündigung die Stadt, somit auch den Verein.
Später arbeitete Küçükandonyadis als Kolumnist. Am 3. Mai 2009 wurde Lefter Küçükandonyadis eine lebensgroße Statue im Kuşdili Park im Istanbuler Landkreis Kadıköy für seine außergewöhnlichen Leistungen und Erfolge für Fenerbahçe gewidmet, die er selbst einweihte.
Am 13. Januar 2012 starb Küçükandonyadis eines natürlichen Todes. Im Fußball-Stadion von Şükrü Saracoğlu Stadı von Fenerbahçe wurde eine Trauerfeier zu Ehren von Lefter Küçükandonyadis abgehalten, an denen auch aktuelle Spieler von Fenerbahçe, der Vereinspräsident Aziz Yıldırım und auch der damalige Ministerpräsident Recep Tayyip Erdoğan teilnahmen. Der griechischstämmige Küçükandonyadis wurde in seinem Geburtsort auf der Istanbuler Insel Büyükada im griechisch-orthodoxen Friedhof beigesetzt.

## Erfolge und Auszeichnungen
- Fenerbahçe Istanbul (1947–1951 und 1953–1964)
  - Mannschaft
    - 4 × Türkische Meisterschaften: 1950, 1959, 1960/61, 1963/64
    - 1 × Premierminister-Pokalsieger: 1950
    - 2 × Istanbul-Profi-Meisterschaft: 1956/57, 1958/59
    - 1 × Atatürk-Pokalsieger: 1963/64

  - Individuell
    - Torschützenkönig der Istanbuler Fußballliga: 1947/48[11]
    - Torschützenkönig der Nationalen Liga: 1950[12]
    - Torschützenkönig der Istanbul-Profi-Meisterschaft: 1953/54[11]
    - Torschützenkönig des Föderation-Pokals: 1957/58[12]

### Persönliche Ehrungen
- Als erster Fußballspieler bekam Küçükandonyadis vom Türkischen Fußballverband die Goldene Ehrenmedaille verliehen
- Erster türkischer Fußballer im Golden Team Europas
- Vom T.S.Y.D. – Türkischen Sportjournalisten-Verein wurde Küçükandonyadis in die beste Elf der letzten 25 Jahre im türkischen Fußball gewählt.[13]
- Küçükandonyadis wurde 1965 in einem von der Tageszeitung Cumhuriyet organisierten Wettbewerb in die beste Elf seit der Gründung des türkischen Fußballverbandes.[14]

### Rekorde
- Mit 615 Spielen ist Küçükandonyadis nach Müjdat Yetkiner der Spieler mit den zweitmeisten Einsätzen für Fenerbahçe Istanbul.
- Mit 423 Toren für Fenerbahçe Istanbul ist Küçükandonyadis nach Zeki Rıza Sporel (470 Tore) der zweitbeste Torschütze der Vereinsgeschichte.
- Mit 21 Toren für die Nationalmannschaft der Türkei ist Küçükandonyadis nach Hakan Şükür (51 Tore), Burak Yılmaz und Tuncay Şanlı (22 Tore) der vierterfolgreichste Torschütze; Stand: 24. Februar 2019.[15]
- Küçükandonyadis war der erste türkische Fußballspieler, welcher mit Ablöse ins Ausland wechselte.